# Wired
Wired – amerykański magazyn publikowany w formie papierowej jako miesięcznik oraz internetowej. Siedziba wydawnictwa znajduje się w San Francisco w Kalifornii, czasopismo jest wydawane od przełomu marca i kwietnia 1993 roku przez Condé Nast Publications. Informuje o wpływie techniki na kulturę, ekonomię i politykę.
Magazyn wprowadził termin „crowdsourcing”, a także swoją coroczną tradycję przyznawania nagród Vaporware, które upamiętniają „produkty, gry wideo i inne drobiazgi, które były prezentowane, obiecywane i promowane, ale nigdy się nie spełniły”.